# Dübellochbohrmaschine
Die Dübellochbohrmaschine ist eine Werkzeugmaschine aus der Holzbearbeitung. Sie ist eine Ständerbohrmaschine und wird benutzt um Dübellöcher oder Reihenlochbohrungen (z. B. bei der Möbelfabrikation) durchzuführen. Das Werkstück wird dabei auf einem festen Auflagetisch mit variablen Anschlagschienen fixiert. 
Mit Dübellochbohrmaschinen werden Korpusse und Schubkästen gebohrt, aber auch Schrankbeschläge. Mehrere Bohrspindeln sitzen auf schwenkbaren Bohrbalken und sind für vertikale und horizontale Bohrungen geeignet. Zuerst wird das Werkstück pneumatisch gespannt, danach wird der Bohrbalken hydraulisch hervorgeschoben.